# Frottage

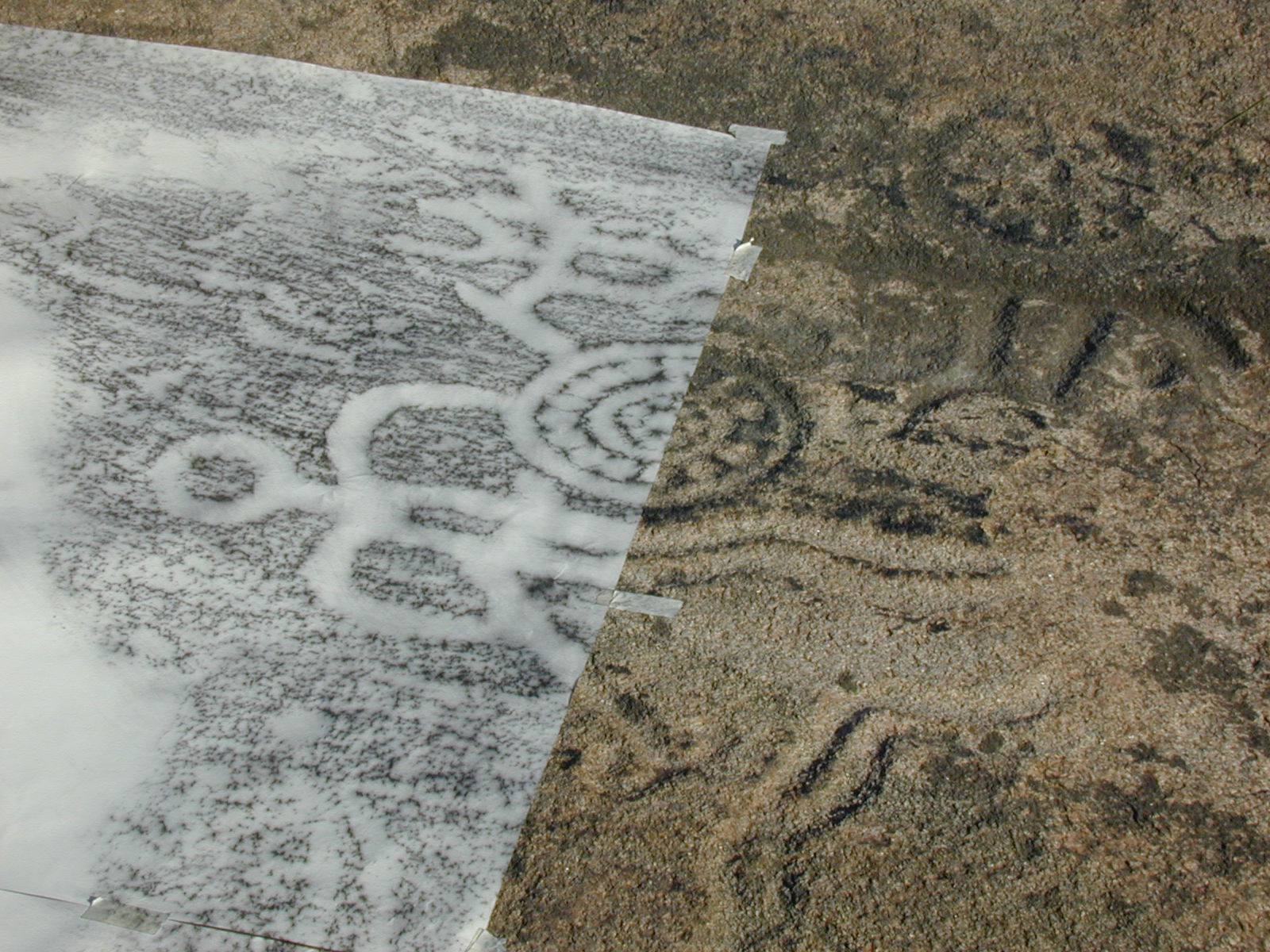
Dokumentacja reliefu za pomocą techniki frottage'u

Frottage, frotaż (fr. tarcie) – technika odciskania faktury dowolnych przedmiotów (np. drewna, tkaniny, liści, kamieni) na powierzchni papieru przez przyłożenie papieru do danej rzeczy i mocne pocieranie go ołówkiem (lub innym podobnym narzędziem). 
Technika użyta jako metoda artystyczna po raz pierwszy w latach 20. XX w. przez Maxa Ernsta. Artysta zainspirował się widokiem starej drewnianej podłogi. W jej zniszczonej powierzchni dostrzegał rozmaite figury. Chcąc je uwiecznić, położył na podłodze kartkę papieru i zaczął rysować po niej miękkim ołówkiem. W wyniku otrzymał rysunek, który przypominał mu tajemniczy las, zamieszkany przez stworzenia podobne do ptaków. Cała seria takich rysunków została przez niego opublikowana w 1926 pod tytułem Histoire Naturelle (historia naturalna).
Metoda zdejmowania odcisków z kamiennych, ceramicznych lub metalowych reliefów, choć nie pod współczesną nazwą, była znaną techniką reprodukcyjną w Chinach jeszcze przed naszą erą. W podobny sposób stosowali ją archeologowie.